# Dioctria danica
Dioctria danica là một loài ruồi trong họ Asilidae. Dioctria danica được Schrank miêu tả năm 1803. Loài này phân bố ở vùng Cổ Bắc giới.